# رایدل هیرزوئلو

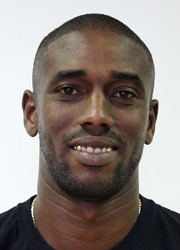
رایدل هیرزوئلو - ۲۰۱۶

رایدل هیرزوئلو (انگلیسی: Raydel Hierrezuelo) (متولد ۱۴ ژوئیه ۱۹۸۷ در هاوانا) بازیکن والیبال اهل کوبا و عضو سابق تیم ملی کوبا است. رایدل در قهرمانی جهان ۲۰۱۰ که کوبا به نایب قهرمانی جهان دست یافت حضوری موفق داشت و با کوبا به مدال نقره دست یافت.